# ゴードン・ヒラバヤシ
ゴードン・キヨシ・ヒラバヤシ（Gordon Kiyoshi Hirabayashi、日本名：平林 潔（ひらばやし きよし）、1918年4月23日 - 2012年1月2日）は、アメリカ合衆国の元社会学者で、第二次世界大戦期のアメリカにおける、日系人の強制収容に抵抗した人物の一人として知られている。

## 生涯
父・平林俊吾と母・みつの間に、ワシントン州シアトルにて生まれる。父親の俊吾は長野県南安曇郡東穂高村(現在の安曇野市）出身で、井口喜源治の主宰する研成義塾で学んだ後に渡米し、青果店を営んだ。平林盛人陸軍中将と、その三男で元安曇野市長の伊三郎の家は、俊吾の生家の本家にあたる。一家は無教会主義キリスト教の信者であった。オーバーン高校を経て、ワシントン大学を卒業した。大学時代はYMCAに参加し、それを期に宗教的平和主義者となった。
ヒラバヤシは、日系人に対する強制収容が行われた当初は、受け入れることを考えたが、最終的にはミノル・ヤスイに次いで同処置に逆らう2人目の人物となった。 時を同じくして、クエーカーが設立したアメリカ・フレンズ奉仕団に参加するようになった。
1942年5月16日には、夜間外出禁止令違反の容疑でFBIに出頭し、同時に日系人への強制収容を「人間の尊厳を侵し、生きる権利を否定するものだ」などと糾弾したうえで、「この国が培う民主主義の規範を維持していくことが、私の義務だと考える」と述べ、命令服従を拒否する書状を提出した。同年10月20日に懲役90日を宣告されたが、その後もアメリカ自由人権協会の支援のもと、合衆国最高裁判所に上訴した。
しかし、翌1943年6月に裁判所はヒラバヤシへの有罪判決を満場一致で裁決した。奇妙なことに、当局はヒラバヤシを刑務所へ送るための処置を何も行わなかったため、彼はヒッチハイクでアリゾナ刑務所へ向かった。その上当局は、ヒラバヤシの到着が2週間遅れたために関係書類を紛失したことを彼に告げた。当局はヒラバヤシに対し一旦帰宅するよう提案したものの、彼はそれが疑いを起こす可能性があることを恐れた。その後当局は書類が見つかるまで、彼に食事や映画のために外出を許可することを提案した。ヒラバヤシはこの提案に同意し、当局は後に彼に関する事務書類を見つけたという。
戦後はシアトルのワシントン大学で社会学の博士号を取得した後、レバノン・ベイルートやエジプト・カイロの大学を経て、1959年にカナダのアルバータ大学で教鞭を執るようになり、1970年から1983年の引退まで同大学人文学部社会学科の学科長も務めた。社会学者としては、ブリティッシュコロンビア州におけるドゥホボル派のロシア系住民やエジプトの村社会における政治意識、ヨルダンにおける社会的変革、アジア系アメリカ人に関する研究を行った。
引退して間もなく、カリフォルニア大学サンディエゴ校のピーター・アイロン教授が、1942年にアメリカ政府がヒラバヤシの裁判に直接影響を及ぼすような違法行為を行った事実が明記された資料を発見した。これをきっかけに、連邦裁判所においてヒラバヤシの再審が始まり、1987年に有罪判決は覆されることとなった。
引退後も、人権擁護に関する活動を積極的に行っていた。
2012年1月2日、カナダのアルバータ州エドモントンで死去。93歳没。
2012年5月29日、戦時中の強制収容に対する反対運動を評価され大統領自由勲章を授与された。

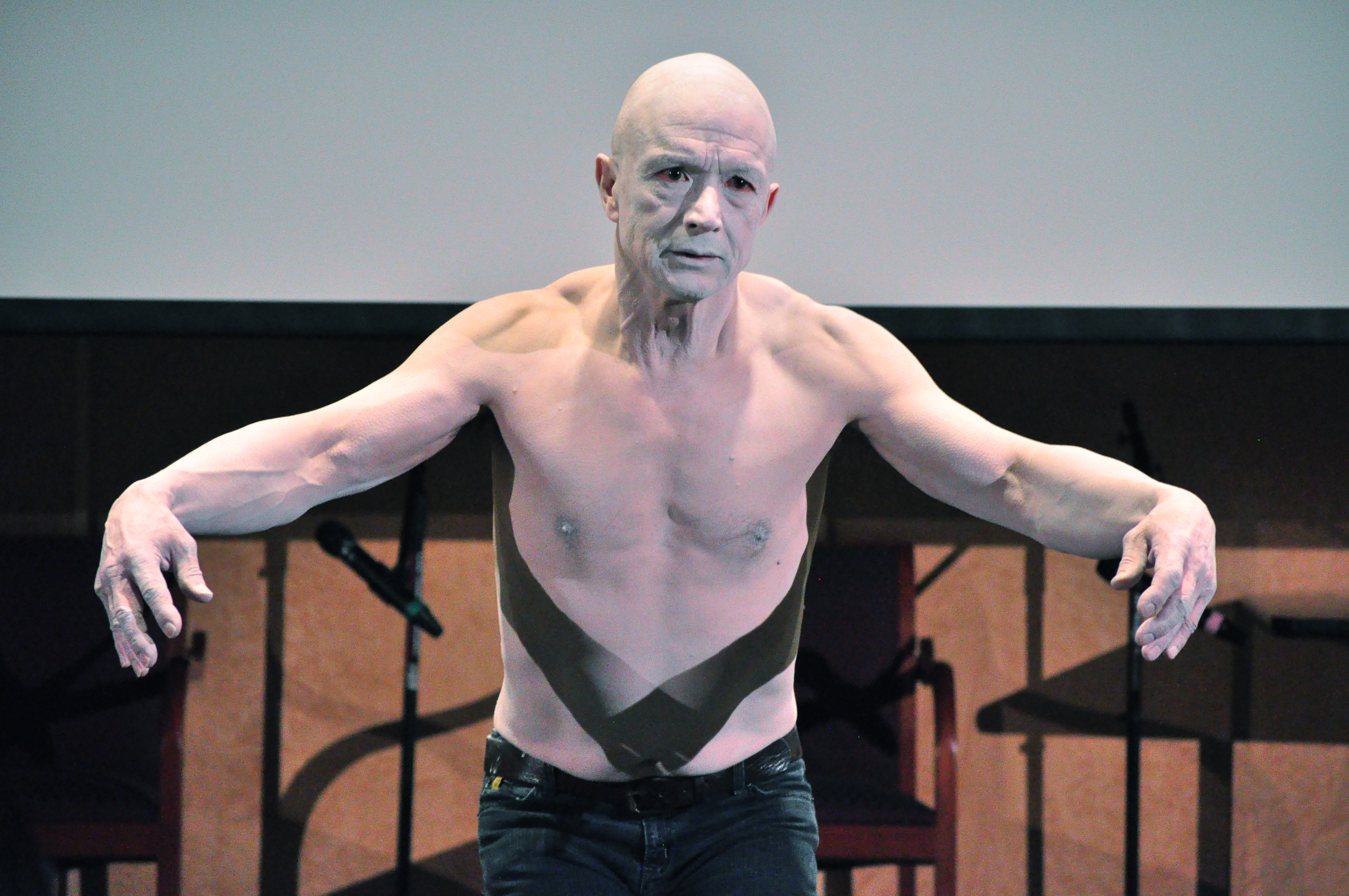
2014年2月22日の追憶の日のイベントで息子のジェイ・ヒラバヤシ（Kokoro Danceを設立した舞踊家）から両親へ捧げられた暗黒舞踏

## 参照
1. ↑  高坂邦彦 筐底拾遺 新聞掲載コラム 17年度
2. ↑  gordon hirabayashi, 1918-2012 angry asian man 2011-1-3
3. ↑  “強制収容に抵抗…ゴードン・ヒラバヤシ氏死去”. YOMIURI ONLINE.  読売新聞 (2012年1月5日). 2012年1月5日閲覧。[リンク切れ]
4. ↑  “Obama Awards Presidential Medals of Freedom”. Voice of America (2012年5月29日). 2012年5月30日閲覧。